# Flora boreotropical
Flora boreotropical é o conjunto de plantas que puderam ter constituído uma cintura de vegetação no hemisfério norte durante o Eocénico, há 55.8 ± 0.2 - 33.9 ± 0.1 Ma. Esta seria uma vegetação florestal composta por grandes árvores de crescimento rápido (como as metasequoias), e poderia atingir latitudes de até 80ºN devido ao aumento da temperatura do planeta durante o Máximo Térmico do Paleocénico-Eocénico.